# الأرخبيل الفلسطيني
بانتوستانات الضفة الغربية، أو كانتونات الضفة الغربية، والتي توصف مجازيا بأنها الأرخبيل الفلسطيني،  هي الجيوب غير المتجاورة المقترحة بالنسبة للفلسطينيين في الضفة الغربية في إطار مجموعة متنوعة من المقترحات التي تقودها الولايات المتحدة وإسرائيل لإنهاء الصراع الإسرائيلي الفلسطيني. غالبًا ما تُقارن الجيوب بالأوطان السوداء التي تتمتع بالحكم الذاتي اسميًا والتي أُنشئت في عهد الفصل العنصري في جنوب إفريقيا،  وبالتالي يشار إليها باسم البانتوستانات.
اتخذت "الجزر" شكلاً رسميًا لأول مرة كمناطق "أ" و"ب" بموجب اتفاقية أوسلو الثانية لعام 1995. كان القصد من هذا الترتيب صراحة أن يكون مؤقتًا مع المنطقة ج (باقي الضفة الغربية) ل«تُنقل تدريجياً إلى السلطة الفلسطينية» بحلول عام 1997؛ كان من المفترض أن تُنقل مناطق (ب) و(ج) من السيطرة الإسرائيلية إلى السيطرة الفلسطينية، وجعلها ضمن حدود الإدارة الفلسطينية مثل مناطق (أ)، إلا أن أي من هذا لم يحصل. تتكون منطقة الضفة الغربية الخاضعة حاليًا للسيطرة المدنية الجزئية للسلطة الوطنية الفلسطينية من 165 «جزيرة». وصفت الصحفية الإسرائيلية عميرة هاس إنشاء هذا الترتيب بأنه «الحدث الجيوسياسي الأكثر بروزًا في ربع القرن الماضي».
اقترحت عدد من خطط السلام الإسرائيلية الأمريكية، بما في ذلك خطة ألون، وخطة منظمة دروبلز الصهيونية العالمية، وخطة مناحيم بيغن، وخطة بنيامين نتنياهو "ألون بلس"، وقمة كامب ديفيد 2000، ورؤية شارون لدولة فلسطينية منطقة من نوع الأراضي الحبيسة - أي مجموعة من المناطق غير المتجاورة محاطة ومقسمة، وفي النهاية تسيطر عليها إسرائيل؛ كما فعلت خطة ترامب الأخيرة للسلام. أُشير إلى هذا باسم «خيار بانتوستان».
دُرست عواقب إنشاء هذه المناطق الفلسطينية المجزأة على نطاق واسع، وتبين أن لها «تأثير مدمر على الاقتصاد والشبكات الاجتماعية وتوفير الخدمات الأساسية مثل الرعاية الصحية والتعليم».

## التسميات

### الأراضي الحبيسة أو الكانتونات أو الأرخبيل
يستخدم الفلسطينيون والمراقبون الخارجيون مجموعة متنوعة من المصطلحات لوصف هذه المساحات، بما في ذلك "الأراضي الحبيسة"،  "الكانتونات"،  "السجون في الهواء الطلق"،  المحميات  أو بشكل جماعي، باعتبارها "دولة غيتو"  بينما يعد مصطلح "الجزر" أو "الأرخبيل" للتعبير عن كيفية قيام البنية التحتية للاحتلال الإسرائيلي للضفة الغربية بتعطيل التواصل بين المناطق الفلسطينية. " الجبن السويسري " هو تشبيه شائع آخر. من بين هذه المصطلحات، طُبق أيضًا مصطلح "الاراضي الحبيسة" و"الكانتونات"  والأرخبيل  على نمط المستوطنات اليهودية في الضفة الغربية. تقول موسوعة الصراع الإسرائيلي الفلسطيني في مدخل "بانتوستان" أنها تسمى أيضًا "الكانتونات أو الاراضي الحبيسة" وتستخدم كلمة "تجزئة" في تحليلها اعتبارًا من عام 2006.

كما وصف عالم العلاقات الدولية جلين بومان عملية إنشاء الجيوب المجزأة بأنها "تكيس" والجغرافي غازي فلاح بأنها "تحبيس". وفقًا لتقرير صدر بتكليف من برنامج الأمم المتحدة الإنمائي (UNDP): 
فصلت إسرائيل بشكل منهجي المجتمعات الفلسطينية إلى سلسلة من الأرخبيلات (يشار إليها بشكل مختلف بالجزر المعزولة والجيوب والكانتونات والبانتوستانات) بموجب ترتيب يُشار إليه على أنه 'أحد أكثر أنظمة السيطرة الإقليمية المكثفة التي أُنشئت على الإطلاق'.

### البانتوستانات

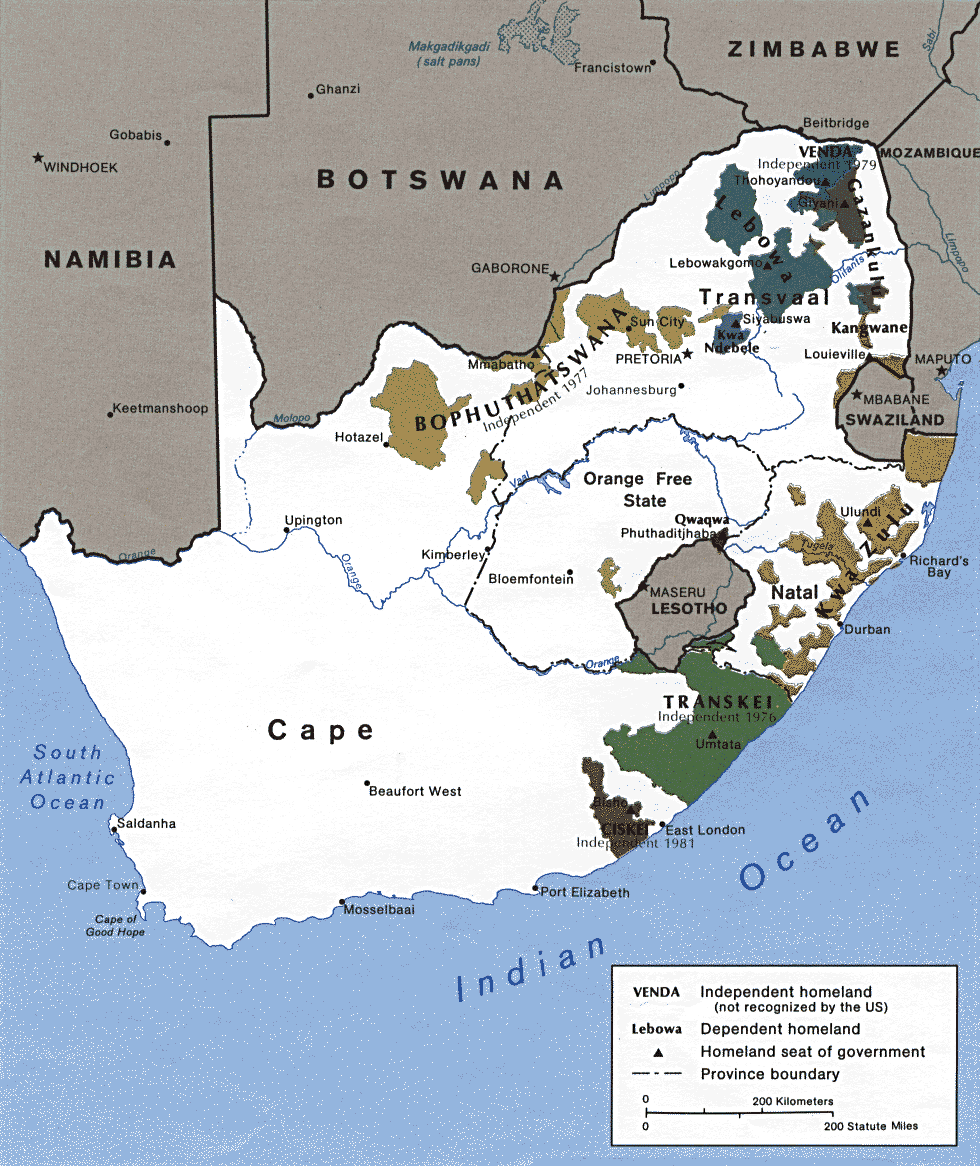
بانتوستانات في جنوب إفريقيا كما كانت عام 1986.

غالبًا ما يشار إلى الأراضي الحبيسة باسم "البانتوستانات"،  بشكل خاص ولكن ليس حصريًا من قبل منتقدي السياسة الإسرائيلية تجاه الفلسطينيين،  في إشارة إلى الأراضي المخصصة للسكان السود في الفصل العنصري بجنوب إفريقيا. تشير التسمية ضمناً إلى أن المناطق تفتقر إلى سيادة سياسية ذات مغزى واستقلال اقتصادي. وفقًا للبروفيسور جولي بيتيت، رئيس قسم الأنثروبولوجيا في جامعة لويزفيل، فإن سياسة الحكومة الإسرائيلية الشاملة لفصل السكان الفلسطينيين والإسرائيليين (الهفرادا) "تتجلى في المستوطنات اليهودية والجيوب الفلسطينية ومصادرة الأراضي ونقاط التفتيش والطرق المنفصلة، ونظام التصاريح "موازٍ لنظام المرور في جنوب إفريقيا وسياسات الأراضي والبانتوستانات.
يعود استخدام مصطلح البانتوستانات لوصف المناطق الفلسطينية إلى الستينيات، بما في ذلك من قبل القائد العسكري والسياسي الإسرائيلي موشيه ديان، الذي يقال إنه اقترح البانتوستانات نموذجًا واضحًا للجيوب الفلسطينية. استخدم إسرائيليون وأمريكيون آخرون مصطلحات مماثلة في سياقات مختلفة من بينهم آرييل شارون (كما ورد)،  كولين باول،  جيمس بيكر،  جون دوغارد [الإنجليزية]،  مارتن إنديك،  دانيال ليفي،  عاموس إيلون،  إيغال آلون،  إيزيدور فينشتاين ستون،  آفي بريمور [الإنجليزية]،  زئيف شيف،  ميرون بنفينستي،  يوفال شاني [الإنجليزية]،  مناحيم كلاين [العبرية]،  وأكيفا إلدار [الإنجليزية]. استخدم  عزمي بشارة الاسم اللفظي "بانتوستاناتية" (بالإنجليزية: bantustanization) لأول مرة من قبل في عام 1995،  على الرغم من أن ياسر عرفات قد أجرى هذا القياس في وقت سابق في محادثات السلام مع محاوريه. استخدمه العديد من الباحثين والكتاب من اليسار الإسرائيلي في أوائل العقد الأول من القرن الحادي والعشرين،  على سبيل المثال مع إشارة ميرون بنفينيستي في عام 2004 إلى نموذج التجزئة الإقليمي والسياسي والاقتصادي الذي تتبعه الحكومة الإسرائيلية.

## التاريخ

### التخطيط الإسرائيلي في الضفة الغربية قبل أوسلو

خطة ألون لعام 1967

بعد حرب 1967، دعت مجموعة صغيرة من الضباط وكبار المسؤولين الإسرائيليين إلى أن تخطط إسرائيل من جانب واحد لإقامة دولة فلسطينية صغيرة أو "كانتون" في شمال الضفة الغربية. لم ينفذ صناع القرار خطة الكانتونات هذه في ذلك الوقت. وقال وزير الدفاع موشيه ديان إن على إسرائيل الاحتفاظ بالضفة الغربية وقطاع غزة، معتبرا أنه يجب إنشاء «نوع من 'البانتوستانات'العربية للسيطرة على الشؤون الداخلية، مما يترك لإسرائيل شؤون الدفاع والأمن والشؤون الخارجية». بعد أسابيع قليلة من الحرب، كتب المفكر اليهودي الأمريكي إيزيدور فينشتاين ستون أن إعادة الضفة الغربية إلى الأردن سيكون أفضل من إنشاء «دولة دمية - نوع من البانتوستان العربي».

### خطة ألون
في أوائل عام 1968، اقترح الوزير الإسرائيلي، إيغال ألون، الذي سميت خطة ألون لعام 1967 على اسمه، إعادة صياغة خطته عن طريق إعادة بعض المناطق الفلسطينية إلى الأردن. وفقًا للخطة، ستضم إسرائيل معظم وادي الأردن، من النهر إلى المنحدرات الشرقية لسلسلة تلال الضفة الغربية والقدس الشرقية وكتلة عتصيون بينما المناطق المكتظة بالسكان في الضفة الغربية ذات التلال، جنبًا إلى جنب مع الممر الذي يشمل أريحا، سيعرض على الأردن. كانت نية ألون هي إنشاء منطقة تعتبر ضرورية لأسباب أمنية بين إسرائيل والأردن وإنشاء "عمود شرقي" من المستوطنات الزراعية. الخطة كانت ستضم حوالي 35 بالمائة من الضفة الغربية مع عدد قليل من الفلسطينيين.
من وجهة نظر ألون، إذا لم تعد إسرائيل الأراضي الفلسطينية التي لم يكن من المفترض ضمها للاستيطان الإسرائيلي إلى تلك الدولة، فسيتعين عليها أن تترك للفلسطينيين حكمًا ذاتيًا تحت الحكم الإسرائيلي. وقال إن هذا من شأنه أن يقود المراقبين إلى استنتاج أن إسرائيل أقامت ترتيبًا مشابهًا لـ "نوع من البانتوستان في جنوب إفريقيا".

### مخطط القدس لعام 1968

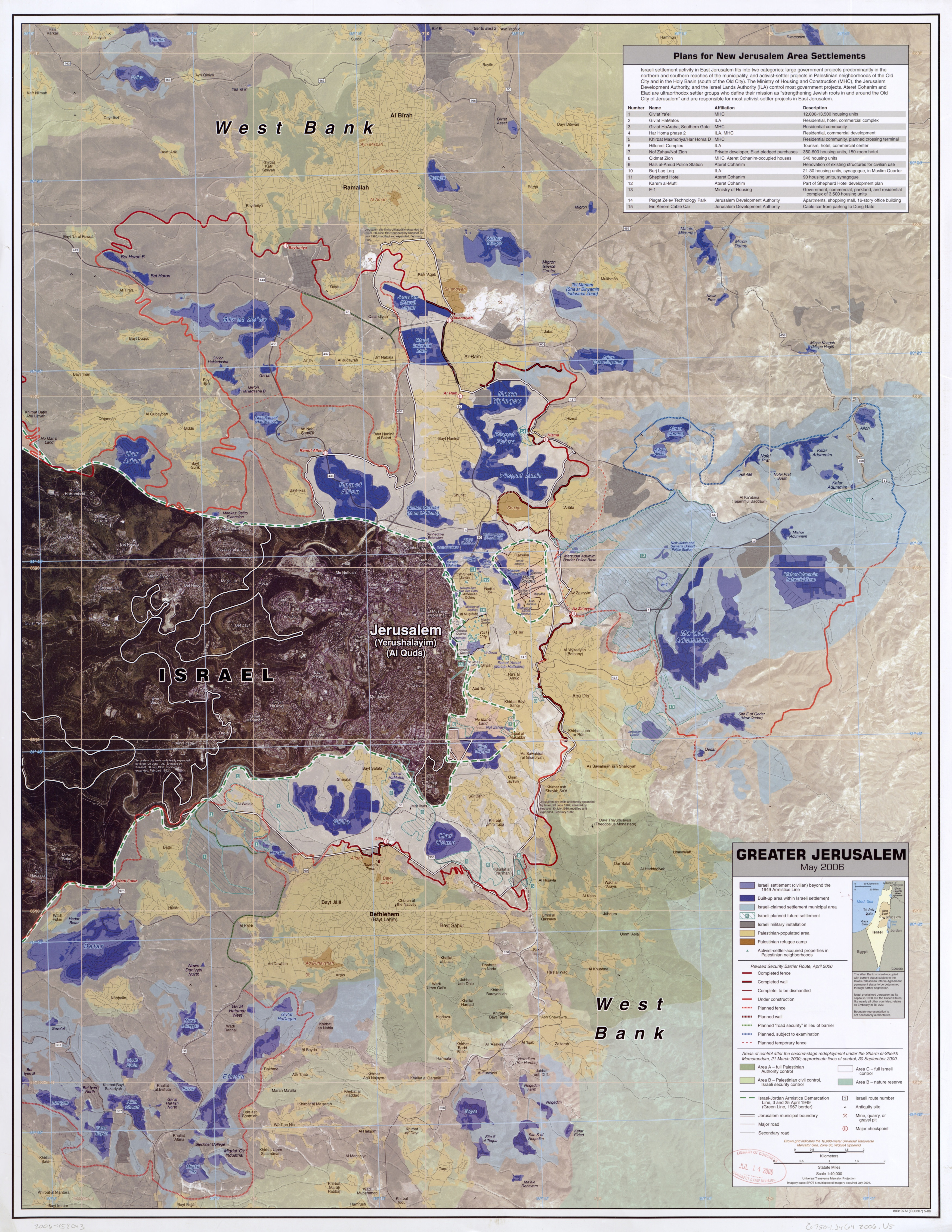
منطقة القدس، مايو 2006.

في 27 حزيران / يونيو 1967، وسعت إسرائيل الحدود البلدية للقدس الغربية لتشمل ما يقرب من 70 كم2 من أراضي الضفة الغربية المشار إليها اليوم بالقدس الشرقية، والتي تضمنت القدس الشرقية الأردنية (6 كم2) و28 قرية ومنطقة في بلديات بيت لحم بيت جالا (64 كم2).
حددت الخطة الهيكلية هدف ضمان "توحيد القدس" ومنع تقسيمها في المستقبل. وبموجب هذه الخطط والمخططات اللاحقة، أقيمت اثنتا عشرة مستوطنة إسرائيلية على نحو "يكمل حزام من النسيج المبني يلف ويشطر الأحياء والقرى الفلسطينية الملحقة بالمدينة". دعت الخطة إلى بناء أحياء يهودية على مراحل بدأت بعد حرب الأيام الستة بوقت قصير. على وجه الخصوص، أغلقت المستوطنات الجديدة في راموت اشكول [الإنجليزية] والتلة الفرنسية وجفعات هاميفتار [الإنجليزية] الفجوة في الأجزاء الشمالية من المدينة. المرحلة الثانية حدثت في السبعينيات وأوائل الثمانينيات، عندما بنيت راموت [الإنجليزية] والنبي يعقوب في الشمال وجيلو وتالبيوت الشرقية [الإنجليزية] في الجنوب. المرحلة الثالثة تضمنت بسغات زئيف عام 1980 وإنشاء "حزام الأمان الخارجي" الذي يتكون من معاليه أدوميم (1977) وجيفون (1981) وإفرات (1983)، والتي بنيت على أرض مرتفعة بجانب الطرق الإستراتيجية في المنطقة الفلسطينية. تضمنت أحدث المساعي بناء هار حوما (1991) والمحاولات الفاشلة حتى الآن لربط معاليه أدوميم بالمستوطنات الإسرائيلية الأخرى في القدس الشرقية.

### خطط دروبلز وشارون

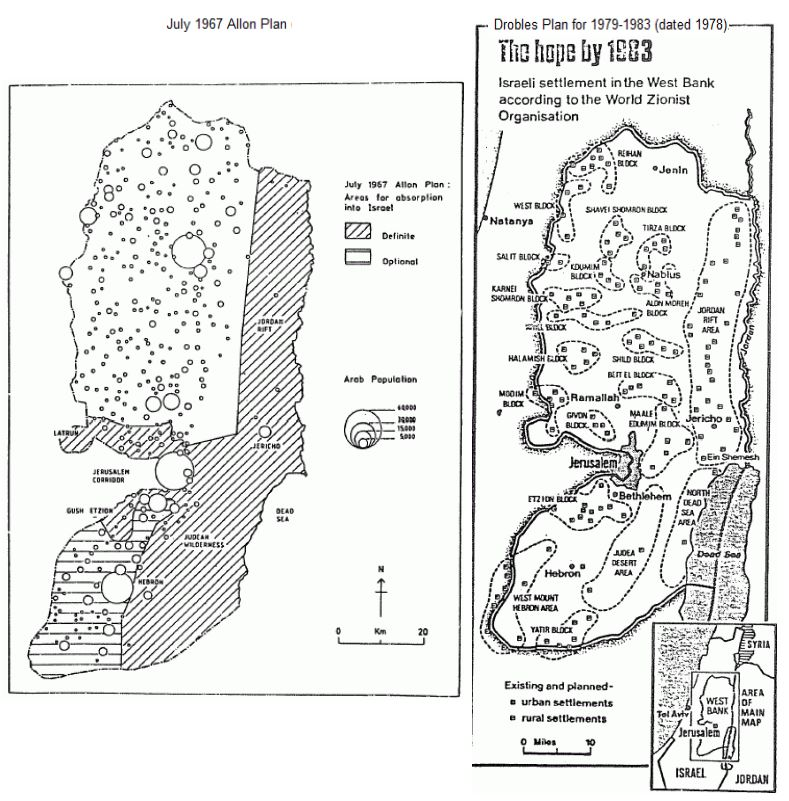
خطة آلون 1967 وخطة دروبلز 1978

كان آرييل شارون الشخصية الأساسية وراء سياسة الليكود تجاه المستوطنات الإسرائيلية في الأراضي الفلسطينية لعقود من الزمن، ويُنظر إليه على نطاق واسع على أنه مهندسها الرئيسي. وفقًا لرون ناخمان [الإنجليزية]، كان شارون يفكر في مسألة الاستيطان في الأراضي المحتلة منذ عام 1973، ولم تتغير خريطته الاستيطانية، التي حُددت في عام 1978، بشكل أساسي بحلول الوقت الذي طبق فيه جدار الفصل.
في سبتمبر 1977، في حكومة الليكود الأولى، تولى أرييل شارون رئاسة اللجنة الوزارية للاستيطان وأعلن عن أول خطة في سلسلة من خطط المستوطنات الجديدة. كان من المقرر تنظيم ذلك عبر شبكة من كتل المستوطنات ذات الأحجام المختلفة الواقعة على التلال الجبلية في جميع أنحاء الضفة الغربية في المدن والقرى الفلسطينية وحولها. اعتقد شارون أن خطة آلون غير كافية ما لم تُحصن أيضًا المنطقة المرتفعة.
في وقت لاحق، تم تبني خطط شارون على أنها "الخطة الرئيسة لتطوير الاستيطان في يهودا والسامرة للأعوام 1979-1983"، كتبها ماتتياهو دروبلز [الإنجليزية] نيابة عن قسم الاستيطان في المنظمة الصهيونية العالمية في عام 1979. في 1982، نشر شارون، الذي كان وقتها وزير الدفاع، خطته الرئيسية للمستوطنات اليهودية في الضفة الغربية خلال عام 2010 والتي أصبحت تعرف باسم خطة شارون.
كانت هذه الخطط - خطط ألون ودروبلز وشارون الرئيسة، بالإضافة إلى خطة المائة ألف، التي لم يُعترف بها رسميًا مطلقًا - مخطط للمستوطنات الإسرائيلية في الضفة الغربية. وفقًا للبروفيسور سعيد رهنمة، فإن هذه الخطط تصورت "إقامة مستوطنات على قمم التلال المحيطة بالبلدات والقرى الفلسطينية وإنشاء أكبر عدد ممكن من الجيوب الفلسطينية" في حين شكلت العديد من الجوانب أساس جميع "خطط السلام" الفاشلة التي تلا ذلك.

### الطريق إلى أوسلو
بحسب آفي بريمور [الإنجليزية]، النائب السابق لمدير عام وزارة الخارجية الإسرائيلية لشؤون إفريقيا وآسيا وأوقيانوسيا، والذي كان سفيراً ونائب رئيس جامعة تل أبيب وقت كتابة هذا التقرير في عام 2002، في المستويات العليا للأمن الإسرائيلي في السبعينيات والثمانينيات من القرن الماضي، كان هناك تعاطف واسع النطاق مع نظام الفصل العنصري في جنوب إفريقيا وكان مهتمًا بشكل خاص بحل هذا البلد للقضية الديموغرافية من خلال اختراع "أوطان" البانتوستان لمجموعات مختلفة من السكان السود الأصليين. كانت الدوائر والعلماء المؤيدون للفلسطينيين، على الرغم من سرية التحالف الضمني بين إسرائيل وجنوب إفريقيا، على دراية بالترتيبات الجارية بين الاثنين في المسائل العسكرية والنووية، على الرغم من التعاون المزدهر بين إسرائيل وبانتوستان بوفوتاتسوانا أنفسهم كان موضوعًا ظل مهملاً حتى وقت قريب، عندما بدأ فتح أرشيفات جنوب إفريقيا.

#### الحكم الذاتي
بحلول أوائل السبعينيات، بدأت المجلات العربية بمقارنة المقترحات الإسرائيلية للحكم الذاتي الفلسطيني باستراتيجية البانتوستان في جنوب إفريقيا،  في يناير 1978، انتقد زعيم منظمة التحرير الفلسطينية ياسر عرفات عرض السلام من مناحيم بيغن كـ «أقل من بانتوستانات». تضمنت اتفاقيات كامب ديفيد في سبتمبر 1978 بندًا للفلسطينيين الذين لم يشاركوا، بناءً على خطة بيغن لعام 1977 للضفة الغربية وقطاع غزة.

#### خطة مائة ألف
نُشرت في عام 1983، «الخطة الرئيسية للاستيطان في يهودا والسامرة، خطة التنمية للمنطقة للفترة 1983-1986»، التي اشترك في تأليفها وزارة الزراعة وقسم الاستيطان في المنظمة الصهيونية العالمية، والتي تهدف إلى جذب 80.000 إسرائيلي إلى العيش في 43 مستوطنة إسرائيلية جديدة (حيث كان من المقرر تعبيد ما يصل إلى 450 كم من الطرق الجديدة) من أجل رفع إجمالي عدد المستوطنين إلى 100 000 نسمة بحلول عام 2010.
في أواخر عام 1984، حدث بعض الإحراج عندما اقترنت مستوطنة أرييل الإسرائيلية في الضفة الغربية كمدينة شقيقة لبيشو، عاصمة بانتوستان سيسكي المستقلة ظاهريًا. بعد ذلك بوقت قصير، أدان شيمون بيريز، رئيس الوزراء الجديد الانتخابات التشريعية الإسرائيلية عام 1984 [الإنجليزية] بين حزب العمل والليكود، الفصل العنصري باعتباره «نظامًا غبيًا».

#### الانتفاضة (1987-1991)
في انتخابات عام 1984، اضطر حزب العمل والليكود، على طرفي نقيض من النقاش حول التسوية الإقليمية، إلى ائتلاف وطرح أي فكرة عن الأرض مقابل السلام. في الثمانينيات، استخدم شارون إجراءات قسرية للسيطرة على السكان مثل حظر التجول وتدمير المنازل واقتلاع الأشجار، وهي سياسة أعاد تأكيدها في عام 1985 إسحق رابين. شكلت هذه المستوطنات الإسرائيلية «عملية ضم زاحفة بحكم الأمر الواقع» وغذت السخط الفلسطيني. في عام 1985، قام المؤتمر الوطني للمحامين السود [الإنجليزية] في الولايات المتحدة بتجميع تقرير بعنوان «بانتوستانات في الأرض المقدسة»، مشابهًا لما كان يحدث في الضفة الغربية. كان المصطلح عبقؤيًا كثيرًا في ذلك الوقت، ولكن بعد مرور 15 عامًا، كتب الباحث الأمريكي في القانون المقارن والمتخصص في الدراسات الإفريقية، أدريان وينغ، أن الأحداث التي وقعت في العقد ونصف العقد التاليين فيما يتعلق بالطريقة التي تُنظم بها الأراضي يبدو أنها تدعم حجة القياس. بحلول أواخر عام 1987 اشتدت التوترات وبدأت الانتفاضة. في عام 1988، تنازل الأردن عن أي مطالبة لفلسطين وأعلن المجلس الوطني الفلسطيني دولة فلسطين. أعلن شارون عن خطة النجوم السبعة [الإنجليزية] في عام 1991، التي دعت إلى المستوطنات على الخط الأخضر مع النية المعلنة لاستئصاله فيما بعد. تخطط لضم جميع الكتل الاستيطانية [الإنجليزية] الرئيسة إلى جانب ثلاث "جيوب فلسطينية مستقلة"، والتي وصفتها كاتريونا درو، أستاذة القانون الدولي في جامعة لندن، بأنها "بانتوستاناتيزيشن" لـ «وحدة تقرير المصير». فقدت الانتفاضة زخمها بعد مؤتمر مدريد عام 1991 الذي جمع ممثلين إسرائيليين وفلسطينيين لأول مرة منذ عام 1949 وفي عام 1992، تعهد رابين بوقف التوسع الاستيطاني وبدأ محادثات سرية مع منظمة التحرير الفلسطينية.

### اتفاقيات أوسلو

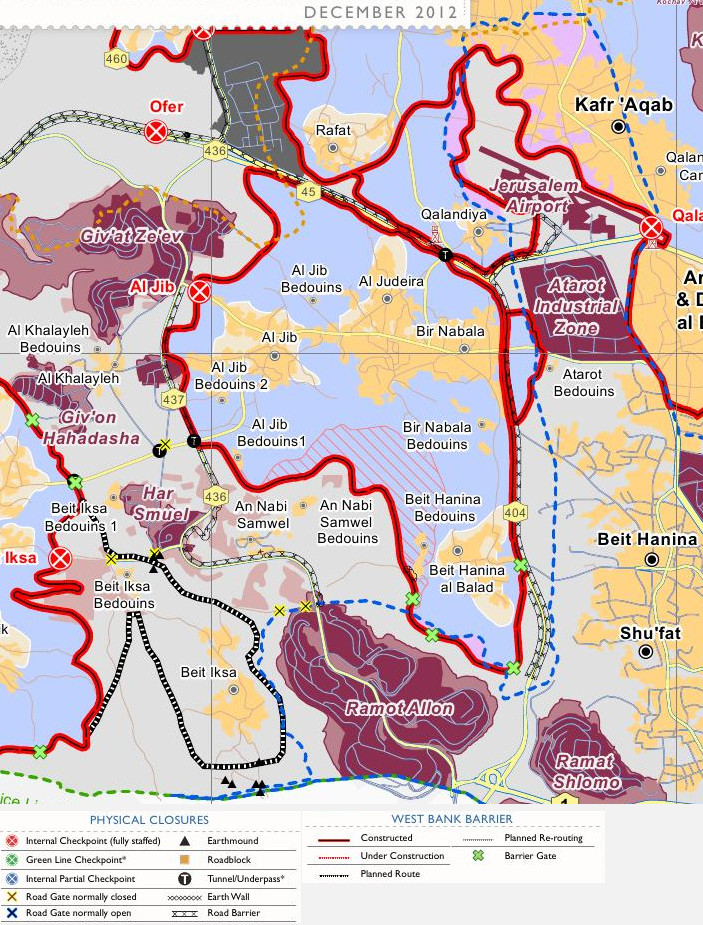
بعض الجيوب محاطة بالكامل بالجدار الإسرائيلي في الضفة الغربية، مثل بير نبالا وقلنديا.

بعد وقت قصير من التوقيع المشترك لاتفاقية أوسلو الأولى في 13 سبتمبر 1993، انخرط ياسر عرفات وشمعون بيريز في مفاوضات المتابعة في قمة اليونسكو التي عقدت في ديسمبر من ذلك العام في غرناطة. كان عرفات غاضبًا مما اعتبره شروطًا مستحيلة وضعها بيريس بشكل صارم فيما يتعلق بالسيطرة الإسرائيلية على المخارج الحدودية مع الأردن، مشيرًا إلى أن ما طُلب منه التوقيع عليه يشبه البانتوستان. أصر بيريس على أن هذا ما اتفق عليه في أوسلو. بعد ذلك، في 4 مايو 1994، وقعت إسرائيل ومنظمة التحرير الفلسطينية اتفاقية غزة - أريحا التي نصت على ترتيبات انسحاب القوات الإسرائيلية من المنطقتين المذكورتين. علق عزمي بشارة في عام 1995 على أن النموذج المتصور لغزة هو البانتوستان، وهو نموذج أكثر تقييدًا في تداعياته ونطاقه من تلك الموجودة في جنوب إفريقيا، وأن أوسلو كانت تطبق هذا النموذج على الضفة الغربية. أُخذ هذا بدوره للإشارة إلى أنه سيُطبق نفس النموذج في المستقبل على الضفة الغربية، كما هو الحال مع أريحا.
أضفت اتفاقية أوسلو الثانية لعام 1995 الطابع الرسمي على تجزئة الضفة الغربية، وخصصت للفلسطينيين أكثر من 60 جزيرة منفصلة. بحلول نهاية عام 1999 قُسمت الضفة الغربية إلى 227 كيانًا منفصلًا، كان معظمها أصغر من 2 كم2 (حوالي نصف حجم سنترال بارك في نيويورك). هذه المناطق، مؤلفة ما يعرف بالمنطقة أ (ق. 1 005 كم2؛ 17.7 بالمائة من الضفة الغربية) والمنطقة ب (ق. 1 035 كم2؛ 18.3 بالمائة من الضفة الغربية)، أضفى الطابع الرسمي على القيد القانوني للتوسع العمراني للمناطق الفلسطينية المأهولة خارج هذه الشظايا. في حين اتفق على هذه الترتيبات في أوسلو لتكون مؤقتة، مع «نقل تدريجي لبقية الضفة الغربية إلى السلطة الفلسطينية»بحلول عام 1997، لم تُجرى مثل هذه الترتيبات على الإطلاق.

#### خرائط أوسلو
سميت خريطة أوسلو بخريطة «الجبن السويسري»، في إشارة إلى الثقوب المتعددة ("العيون") [الإنجليزية] في جبن الإمنتال. لم يُعرض على المفاوضين الفلسطينيين في أوسلو الخريطة الإسرائيلية إلا قبل 24 ساعة من موعد توقيع الاتفاقية،  ولم يكن لديهم إمكانية الوصول إلى الخرائط الخاصة بهم لتأكيد ما عُرض عليهم. نقل أوري سافير [الإنجليزية]، كبير المفاوضين الإسرائيليين، في أوسلو عن ياسر عرفات قوله: «نظر عرفات إلى [الخريطة] في صمت، ثم قفز من كرسيه وأعلن أنها إذلال لا يطاق. هذه كانتونات! تريد مني قبول الكانتونات! تريد أن تدمرني!» 

وصف البروفيسور شاري موترو، السكرتير الإسرائيلي في وفد أوسلو، في عام 2005 جزءًا من القصة وراء الخرائط:
يدعي البعض أن عملية أوسلو كانت مصممة بشكل متعمد لعزل الفلسطينيين في جيوب معزولة حتى تتمكن إسرائيل من الاستمرار في احتلال الضفة الغربية دون عبء مراقبة شعبها. إذا كان الأمر كذلك، فربما كشفت الخريطة عن غير قصد ما عمل صانعو الكلمات الإسرائيليون بجد لإخفائه. أو ربما أكد المفاوضون الإسرائيليون عن قصد على توقف المناطق الفلسطينية لاسترضاء معارضة اليمين الإسرائيلي، مدركين تمامًا أن عرفات سوف يغضب. كلاهما غير صحيح. أعلم، لأنني شاركت في إنتاج خريطة أوسلو 2 الرسمية، ولم يكن لدي أي فكرة عما كنت أفعله. في وقت متأخر من إحدى الليالي أثناء المفاوضات، أخذني قائدي من الفندق الذي كانت تجري فيه المحادثات إلى قاعدة عسكرية، حيث قادني إلى غرفة بها طاولات كبيرة مضيئة وأكوام من الخرائط في كل مكان. سلمني بعض العلامات الجافة، ونشر خريطة لم أرها من قبل، ووجهني لتتبع خطوط وأشكال معينة. قال فقط اجعلها أكثر وضوحا. لم يكن أي رسام خرائط حاضرًا، ولم يكن هناك أي مصمم جرافيك يراعي اختياراتي، وعندما مررت، لم يراجع جلعاد شير عملي. لا أحد يعلم أن الأمر مهم.
أوضح الضابط الأعلى في موترو آنذاك، شاؤول أرييلي [الإنجليزية]، الذي رسم خرائط أوسلو وكان مسؤولاً عنها في النهاية، أن الجيوب الفلسطينية أُنشئت من خلال عملية الطرح، مما أدى إلى إبعاد الفلسطينيين إلى تلك المناطق التي اعتبرها الإسرائيليون «غير مهمة»:
كانت العملية سهلة للغاية. في الاتفاقية الموقعة عام 1993، كانت جميع المناطق التي ستكون جزءًا من اتفاقية الوضع النهائي - المستوطنات والقدس وما إلى ذلك - معروفة. لذلك قمت بإزالة تلك المناطق، إلى جانب تلك الطرق والبنية التحتية التي كانت مهمة لإسرائيل في الفترة الانتقالية. كانت تجربة جديدة بالنسبة لي. لم تكن لدي خبرة سابقة في رسم الخرائط. بالطبع استخدمت العديد من المنظمات المدنية والعسكرية المختلفة لجمع البيانات حول البنية التحتية والطرق وأنابيب المياه وما إلى ذلك. لقد أخرجت ما اعتقدت أنه مهم لإسرائيل.
تعزل الجزر المجتمعات الفلسطينية عن بعضها البعض، ما يسمح للجيش الإسرائيلي حراستها جيدًا واحتوائها بسهولة. هذه الترتيبات تؤدي إلى "نمو داخلي" للتجمعات الفلسطينية، وليس إلى التمدد العمراني. انتقد العديد من المراقبين، بما في ذلك إدوارد سعيد ونورمان فينكلشتاين وميرون بنفينيستي، بشدة الترتيبات، حيث خلص بنفينيستي إلى أن الحكم الذاتي الفلسطيني المنصوص عليه في الاتفاقيات كان أكثر من مجرد تعبير ملطف عن البانتوستانات. رفض المدافعون عن الاتفاقات المبرمة في تسعينيات القرن الماضي بين إسرائيل ومنظمة التحرير الفلسطينية الانتقادات القائلة بأن التأثير الناتج كان مشابهًا لتأثير نظام الفصل العنصري في جنوب إفريقيا، من خلال الإشارة إلى أنه في حين لم يُعتمد هيكل البانتوستان دوليًا، فإن مذكرة أوسلو للسلام صاغت ودعمتها مجموعة دولية للأمم، في كل من أوروبا والشرق الأوسط والاتحاد الروسي.

#### نتنياهو واتفاق واي ريفر
واجهت اتفاقية واي ريفر اللاحقة التي تفاوض عليها ياسر عرفات مع بنيامين نتنياهو انتقادات مماثلة. كتب الصحفي الإسرائيلي عاموس إيلون في عام 1996 أن فكرة الاستقلال الفلسطيني هي «لعنة» لنتنياهو، وأنه «يبدو مستعدًا لمنح الفلسطينيين شكلاً من أشكال الحكم الذاتي المحلي المحدود للغاية في حوالي عشرين أو ثلاثين جيبًا على غرار البانتوستان». جادل نعوم تشومسكي بأن الوضع المتصور لا يزال مختلفًا عن النموذج التاريخي لجنوب إفريقيا من حيث أن إسرائيل لم تدعم الأراضي المجزأة التي تسيطر عليها، كما فعلت جنوب إفريقيا، تاركة ذلك لمانحي المساعدات الدولية. وثانيًا، على الرغم من تحذيرات مجتمع الأعمال، فقد فشل، في تلك الفترة، في إنشاء مصانع حرة [الإنجليزية] أو مجمعات صناعية لاستغلال العمالة الفلسطينية الرخيصة، كما فعلت جنوب إفريقيا مع البانتوستانات. لقد أجرى تشبيهًا بين الحالتين بالقول إن مفاوضات السلام أدت إلى قيام نخبة فاسدة، السلطة الفلسطينية، بلعب دور مشابه لدور القيادة السوداء التي عينتها جنوب إفريقيا لإدارة البانتوستانات. خلص تشومسكي إلى أنه من مصلحة إسرائيل الموافقة على تسمية هذه المناطق بالدول.

### خطط السلام اللاحقة

#### قمة كامب ديفيد 2000
استؤنفت المحادثات للتوصل إلى حل شامل للنزاع في قمة كامب ديفيد عام 2000، لكنها فشلت. تختلف الحسابات فيما يتعلق بأي جانب يتحمل مسؤولية الفشل.وُصفت تقارير نتائج القمة بأنها توضح تأثير راشومون، حيث قدم العديد من الشهود تفسيرات متناقضة ومفيدة.
أُبلغ عن عرض رئيس الوزراء الإسرائيلي إيهود باراك على نطاق واسع بأنه "كريم" حيث كان سيسلم السيطرة على 97 بالمائة من الضفة الغربية للفلسطينيين وفقًا للمشارك دينيس روس. ردًا على تعليقات روس، عارض حسن عبد الرحمن، الممثل الفلسطيني في واشنطن منذ 1994، في منتدى برعاية المعهد الأمريكي للسلام، هذه النسخة من الأحداث.
قال إيهود باراك إن اتهامات النقاد التحريفيين بأن خطته تقدم «بانتوستانات غير متلاصقة» كانت «واحدة من أكثر الأكاذيب المحرجة التي ظهرت من كامب ديفيد». رأى آخرون أنه على الرغم من التعهد بالانسحاب من معظم أراضيهم، فإن الكيان الناتج كان لا يزال يتكون من عدة بانتوستانات. جادل الصحفي الإسرائيلي زئيف شيف بأن «إمكانية إقامة دولة قابلة للحياة تتلاشى أمام أعين [الفلسطينيين] مباشرة. لقد واجهوا مجموعة لا تطاق من الخيارات: الموافقة على انتشار الاحتلال ... أو إقامة البانتوستانات البائسة، أو شن انتفاضة».

كتب الرئيس الأمريكي الأسبق جيمي كارتر عن معايير كلينتون في كتابه فلسطين: السلام وليس الفصل العنصري : 
كان أفضل عرض للفلسطينيين - من كلينتون، وليس باراك - هو سحب 20 في المائة من المستوطنات، التي تغطي حوالي 10 في المائة من الأراضي المحتلة، بما في ذلك الأراضي التي ستُؤجر وأجزاء من وادي نهر الأردن والقدس الشرقية. إن النسبة المئوية مضللة، لأنها عادة ما تتضمن فقط البصمات الفعلية للمستوطنات. هناك منطقة نصف قطرها حوالي أربعمائة متر حول كل مستوطنة لا يمكن للفلسطينيين دخولها. بالإضافة إلى ذلك، هناك مناطق كبيرة أخرى كان من الممكن أن يُستولى عليها أو تُخصص لتستخدمها إسرائيل حصريًا، وطرق تربط المستوطنات ببعضها البعض وبالقدس، و'شرايين الحياة' التي تزود المستوطنين بالمياه والصرف الصحي والكهرباء، والاتصالات. ويتراوح عرضها من خمسمائة إلى أربعة آلاف متر، ولا يمكن للفلسطينيين استخدام أو عبور العديد من هذه الروابط المتصلة. هذا الخليط من المستوطنات وقنوات ربطها تقسم الضفة الغربية فعليًا إلى منطقتين غير متجاورتين على الأقل وأجزاء متعددة، غالبًا ما تكون غير صالحة للسكن أو حتى يتعذر الوصول إليها، وحرمت السيطرة على وادي نهر الأردن الفلسطينيين من أي وصول مباشر شرقا إلى الأردن. يحيط حوالي مائة حاجز عسكري فلسطيني تمامًا بفلسطين ويغلق الطرق المؤدية إلى التجمعات الفلسطينية أو بينها، بالإضافة إلى عدد لا يحصى من الطرق الأخرى المغلقة نهائيًا بمكعبات خرسانية كبيرة أو أكوام من التراب والصخور. لم يكن هناك احتمال أن يقبل أي زعيم فلسطيني مثل هذه الشروط وأن يستمر، لكن التصريحات الرسمية لواشنطن والقدس نجحت في تحميل المسؤولية الكاملة للفشل على ياسر عرفات.
بعد انهيار المحادثات، تصاعدت الاحتجاجات الفلسطينية في الانتفاضة الثانية.

#### شارون وأولمرت وبوش

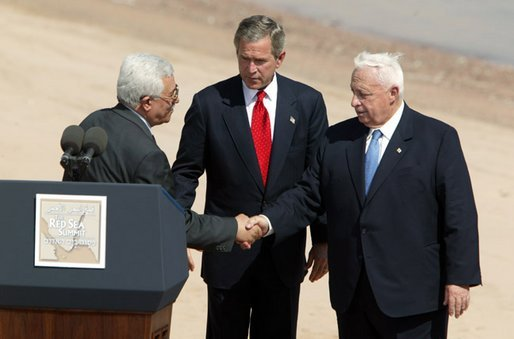
رئيس وزراء السلطة الوطنية الفلسطينية :محمود عباس، الرئيس الأمريكي جورج بوش الابن ورئيس وزراء إسرائيل أرئيل شارونبعد قراءة بيان للصحافة خلال اللحظات الختامية لقمة البحر الأحمر في العقبة بالأردن، 4يونيو 2003.

أعرب آرييل شارون عند انتخابه لمنصب رئيس الوزراء الإسرائيلي في آذار (مارس) 2001 عن تصميمه على عدم السماح لخارطة طريق السلام التي قدمتها الإدارة الأولى لجورج دبليو بوش بإعاقة أهدافه الإقليمية، وصرح بأن التنازلات الإسرائيلية في المفاوضات السابقة لم تعد صالحة على الإطلاق. خلص العديد من المحللين الإسرائيليين البارزين إلى أن خططه نسفت العملية الدبلوماسية، حيث ادعى البعض أن رؤيته للأراضي الحبيسة الفلسطينية تشبه نموذج البانتوستان. في عام 2002، بدأت إسرائيل عملية الدرع الواقي وبدأت الجدار الإسرائيلي في الضفة الغربية، والذي غالبًا ما ينحرف عن خط وقف إطلاق النار قبل عام 1967 إلى داخل الضفة الغربية.
اتضح لاحقًا أن شارون قد أسرّ لرجل دولة أجنبي في وقت مبكر من أبريل 1999، عندما كان يشغل منصب وزير الخارجية في حكومة نتنياهو،  أنه يعتقد أن بانتوستان حقبة الفصل العنصري يُعد «حلاً مثاليًا لمعضلة الدولة الفلسطينية». عندما ذكّر ماسيمو داليما بالمناقشة التي أوضح خلالها شارون تفضيله كون فلسطين مثل البانتوستان أحد الضيوف الذين حضروا عشاء خاصًا استضافه رئيس الوزراء الإيطالي للإسرائيليين في أواخر أبريل 2003، رُدّ عليه باقتراح أن ذكريات داليما يجب أن تكون تفسيرًا وليست حقيقة. ورد داليما أن الكلمات التي قالها كانت «اقتباسا محددا لرئيس وزرائك». أكد ضيف إسرائيلي آخر، كان حاضراً على العشاء وكان منخرطًا (بعمق) في تنمية العلاقات بين إسرائيل وجنوب إفريقيا، أنه «كلما صادف أنه قابل شارون، كان يُستجوب مطولاً حول تاريخ المحميات وهياكلها». في نفس العام، كان شارون نفسه على وشك الإقرار بأنه أبلغ خطته لبناء «خريطة لدولة فلسطينية (مستقبلية)». لم يُحول فقط تحويل قطاع غزة إلى بانتوستان، ولكن النموذج هناك، وفقًا لميرون بنفينيستي، كان يجب نقله إلى الضفة الغربية من خلال التأكد، في الوقت نفسه، من أن جدار الفصل نفسه قد تفكك إلى ثلاثة كيانات مجزأة: جنين - نابلس، بيت لحم - الخليل ورام الله.

وصف آفي بريمور في عام 2002 الآثار المترتبة على الخطة على النحو التالي: «دون أن ينتبه أحد، تجري عملية إنشاء» دولة فلسطينية «تقتصر على المدن الفلسطينية، "دولة" تتألف من [ك‍] عدد من الجيوب المنفصلة التي لا سيادة لها، مع عدم وجود موارد للاكتفاء الذاتي». في عام 2003، قال المؤرخ توني جودت إن عملية السلام قد قُتلت فعليًا، تاركة «العرب الفلسطينيين محاصرين في البانتوستانات المنكمشة». قال إليشا إفرات، أستاذ الجغرافيا الحضرية في جامعة تل أبيب، تعليقًا على هذه الخطط في عام 2006، إن أي دولة تنشأ على هذه التقسيمات المجزأة لن تكون مجدية اقتصاديًا ولن تكون قابلة للإدارة. في 26 مايو 2005 في مؤتمر صحفي مشترك مع محمود عباس، في حديقة الورود بالبيت الأبيض [الإنجليزية]، صرح الرئيس جورج دبليو بوش بتوقعاته فيما يتعلق بخطة خارطة الطريق على النحو التالي: 
يجب التوصل إلى أي اتفاق حول الوضع النهائي بين الطرفين، ويجب الاتفاق المتبادل على التغييرات في خطوط الهدنة لعام 1949. يجب أن يضمن حل الدولتين القابل للحياة تواصل الضفة الغربية، ولن تنجح دولة الأراضي المتفرقة. يجب أن تكون هناك روابط ذات مغزى بين الضفة الغربية وقطاع غزة. هذا هو موقف الولايات المتحدة اليوم، وسيكون موقف الولايات المتحدة وقت مفاوضات الوضع النهائي.
انسحب شارون أخيرًا من غزة في عام 2005، وفي السنوات التالية، خلال فترة شارون - بيريز الانتقالية وحكومة إيهود أولمرت، أصبح الحديث عن النتيجة أمرًا مألوفًا هناك، حيث تولت حماس السلطة الوحيدة على الإدارة الداخلية للقطاع.، مثل ولاية حماستان، تلاعب بالألفاظ على شاكلة بانتوستان   واستخدامات ازدراء أخرى للاحقة ستان لوصف مكان يسكنه المسلمون. في الوقت نفسه، طبقًا لعكيفا إلدار ‏، نُفذت خطة شارون لتطبيق نفس سياسة إنشاء أراضي حبيسة منفصلة للفلسطينيين في الضفة الغربية. في محاضرة السادات التي ألقاها في 14 أبريل 2005، قال وزير خارجية الولايات المتحدة السابق جيمس بيكر «أخيرًا، يجب على الإدارة أن توضح لإسرائيل بشكل لا لبس فيه أنه في حين أن الانسحاب المخطط لرئيس الوزراء شارون من غزة هو مبادرة إيجابية، لا يمكن أن تكون مجرد الخطوة الأولى في عملية أحادية الجانب تؤدي إلى إنشاء البانتوستانات الفلسطينية في الضفة الغربية». تُشبه خرائط فك ارتباط شارون عن غزة وكامب ديفيد وأوسلو مع بعضها البعض وكذلك تُشبه خطة ألون لعام 1967. بحلول عام 2005 كانت تلك المنطقة، إلى جانب الجدار الفاصل، مزروعة بـ 605 حاجز إغلاق وكان تأثيرها الإجمالي هو إنشاء «مصفوفة من الأرباع المحتواة التي يمكن السيطرة عليها من مواقع ومستوطنات عسكرية ثابتة ومحمية جيدًا». خطة أولمرت لإعادة التنظيم (أو خطة التقارب) هي مصطلحات تُستخدم لوصف طريقة تخلق إسرائيل بواسطتها " واقعًا على الأرض" لدولة فلسطينية مستقبلية بتصميمها الخاص كما توقعت خطة آلون.

#### نتنياهو وأوباما
ناقش باراك أوباما وجون كيري في عام 2016، وهو العام الأخير لرئاسته، عددًا من الخرائط التفصيلية التي تظهر تجزئة المناطق الفلسطينية. وقال المستشار بن رودس إن أوباما "صُدم لرؤية مدى" المنهجية "التي اتبعها الإسرائيليون في عزل المراكز السكانية الفلسطينية عن بعضها البعض". نُوقشت هذه النتائج مع الحكومة الإسرائيلية التي لم تعترض عليها قط. قيل إن إدراك أوباما هو السبب في امتناعه عن التصويت على قرار مجلس الأمن التابع للأمم المتحدة رقم 2334 الذي يدين المستوطنات.
وفقا لشيمي شاليف ‏ في صحيفة هآرتس، أن نتنياهو صرح في خطاب ألقاه بمناسبة الذكرى الخمسين لحرب الأيام الستة، بأنه «لا يتصور فقط أن الفلسطينيين في الضفة الغربية سيحتاجون إلى إذن إسرائيلي للدخول والخروج من 'وطنهم'، هو ما حدث أيضًا بالنسبة للبانتوستانات، لكن سيُسمح  لقوات الدفاع الإسرائيلية بمواصلة إقامة الحواجز على الطرق واعتقال المشتبه بهم واقتحام منازل الفلسطينيين، وكل ذلك باسم 'الاحتياجات الأمنية'».
في مقابلة عام 2016، جادلت عضو الكنيست الإسرائيلي السابق كسينيا سفيتلوفا بأن فك الارتباط عن الضفة الغربية سيكون صعبًا للغاية وأن النتيجة الأكثر ترجيحًا هي «ضم الفلسطينيين والسيطرة عليهم في بانتوستانات».

#### خطة ترامب
اقترحت خطة ترامب للسلام لعام 2020 تقسيم «دولة فلسطين» المحتملة إلى خمس مناطق:
- قطاع غزة الصغير متصل بطريق إلى منطقتين غير مأهولتين في صحراء النقب.
- جزء من جنوب الضفة الغربية.
- منطقة مركزية حول رام الله، مقسمة إلى ثلاثة أجزاء تقريبًا بعدد من المستوطنات الإسرائيلية.
- منطقة شمالية تشمل نابلس وجنين وطولكرم.
- منطقة صغيرة تشمل قلقيلية، محاطة بالمستوطنات الإسرائيلية.

وعلق الرئيس الفلسطيني محمود عباس، في فبراير 2020، على الطبيعة المجزأة للاقتراح في مجلس الأمن التابع للأمم المتحدة، ملوحا بصورة الكانتونات المتشرذمة قائلا: «هذه هي الدولة التي سيقدمونها لنا. إنها مثل الجبن السويسري، حقًا. من منكم سيقبل بدولة مماثلة»  وفقًا للبروفيسور إيان لوستيك، فإن تسمية "دولة فلسطين" المطبقة على هذا الأرخبيل من المناطق المأهولة بالفلسطينيين لا يجب أن تؤخذ على محمل الجد أكثر من وصف المجتمع الدولي لنظام الفصل العنصري في جنوب إفريقيا لبانتوستانات ترانسكي [الإنجليزية] وبوفوثاتسوانا وفيندا وسيسكي على أنها "دول قومية مستقلة".
عندما ظهرت الخطة، جادل يهودا شاؤول بأن المقترحات كانت مشابهة بشكل ملحوظ للتفاصيل المنصوص عليها في كل من خطة دروبلز عام 1979، مكتوبة من أجل للمنظمة الصهيونية العالمية وبعنوان الخطة الرئيسية لتطوير المستوطنات في يهودا والسامرة، 1979-1983، والعناصر الرئيسة لخطة ألون السابقة، التي تهدف إلى ضمان الاستيطان اليهودي في الأراضي الفلسطينية، مع منع احتمال ظهور دولة فلسطينية على الإطلاق.
تتوخى الخطة من حيث المبدأ إقامة دولة فلسطينية في المستقبل والتي من شأنها، كما تصف الفاينانشيال تايمز، "ذبلت إلى كوكبة من الجيوب المنفصلة". أيدت مجموعة من خبراء حقوق الإنسان الرأي قائلة إن "ما سيتبقى من الضفة الغربية سيكون بانتوستانات فلسطينية، جزر من الأراضي المنفصلة تحيط بها إسرائيل تمامًا وليس لها صلة إقليمية بالعالم الخارجي". عبر كل من دانيال ليفي، المفاوض الإسرائيلي السابق ورئيس مشروع الولايات المتحدة / الشرق الأوسط، والمقرر الخاص للأمم المتحدة مايكل لينك. عن آراء مماثلة.

#### خطة نتنياهو
أعلن رئيس الوزراء الإسرائيلي بنيامين نتنياهو في 6 أبريل 2019، قبل ثلاثة أيام من الانتخابات الإسرائيلية، أنه لن يتنازل عن أي تسوية، وسيمد السيادة الإسرائيلية تدريجياً إلى الضفة الغربية. أفادت قناة الجزيرة في العام التالي أنه من المتوقع أن يعلن نتنياهو في 1 يوليو 2020 عن ضم إسرائيل لغور الأردن وشمال البحر الميت. نقلاً عن حسابات "السلام الآن "، فإن هذا الاقتراح الأخير سيصادر حوالي 1 236 كم2 من الأراضي من وادي الأردن مقارنة بـ 964 كم2 من الخريطة المفاهيمية لترامب. في مقابلة مع صحيفة إسرائيل هيوم في مايو 2020، قبل الضم المقترح، أوضح نتنياهو أن الجيوب الفلسطينية في المنطقة ستبقى خاضعة للسيطرة العسكرية الإسرائيلية: «ستبقى جيوبًا فلسطينية (بالعبرية: כמובלעות פלשתיניות‏).... لست بحاجة إلى فرض السيادة عليهم، فهم سيبقون رعايا فلسطينيين إذا رغبوا في ذلك. لكن المراقبة الأمنية تنطبق أيضًا على هذه الأماكن». في هذه الحالة، لم يتم تنفيذ اقتراح الضم.
يُظهر اقتراح  رئيس الوزراء الإسرائيلي بنيامين نتنياهو لضم غور الأردن في سبتمبر 2019  أريحا ستصبح جيبًا فلسطينيًا.

## مساحة الأرض

### المستوطنات والمنطقة ج
توقعت كل من خطة ألون، خطة دروبلز للمنظمة الصهيونية العالمية، خطة مناحيم بيغن، خطة بنيامين نتنياهو "ألون بلس"،  قمة كامب ديفيد 2000، ورؤية شارون دولة فلسطينية منطقة محاطة، ومنقسمة، وفي نهاية المطاف، تسيطر عليها إسرائيل،   كما فعلت خطة ترامب الأخيرة للسلام. حولت المستوطنات المجتمعات الفلسطينية إلى جيوب مجزأة بدون آفاق تنموية. زاد النشاط الاستيطاني بشكل ملحوظ في سنوات أوسلو. من عام 1994 إلى عام 2000، زاد عدد المستوطنين في الضفة الغربية بمقدار 80 700 نسمة، وشُقّ حوالي أربعمائة كيلومتر من الطرق. من أواخر عام 1992 حتى عام 2001، «تم إنشاء ما بين 71 و102 بؤرة استيطانية يهودية جديدة». يرى نيفي جوردون [الإنجليزية] أن هذا النشاط يتعارض مع فكرة سحب السيادة الإسرائيلية وإنشاء دولة فلسطينية.
| سكان المستوطنات                                                                                               | 1948                                          | 1972        | 1983   | 1993    | 2004    | 2014    | 2020    |
| --- | --------------------------------------------- | ----------- | ------ | ------- | ------- | ------- | ------- |
| الضفة الغربية (باستثناء القدس)                                                                                | 480 (انظر غوش عتصيون )                        | 1٬182       | 22٬800 | 111٬600 | 234٬500 | 400٬000 | 451٬700 |
| قطاع غزة 2 | 30 (انظر كفار داروم )                         | 700 1</sup> | 900    | 4٬800   | 7٬826   | 0       | 0       |
| القدس الشرقية                                                                                                 | 2٬300 (انظر الحي اليهودي، عطروت، نيفي يعقوب ) | 8٬649       | 76٬095 | 152٬800 | 181٬587 |         | 220٬000 |
| المجموع | 2٬810                                         | 10٬531      | 99٬795 | 269٬200 | 423٬913 |         | 671٬700 |
| مرتفعات الجولان                                                                                               | 0                                             | 77          | 6٬800  | 12٬600  | 17٬265  |         |         |
| 1 بما في ذلك سيناء 2 جانيت أبو لغد ذكرت 500 مستوطن في غزة عام 1978 (باستثناء سيناء) و1000 مستوطن في عام 1980. |                                               |             |        |         |         |         |         |

أعلنت حكومة إسرائيلية جديدة، تشكلت في 13 حزيران / يونيو 2021، "الوضع الراهن" في سياسة الاستيطان. وبحسب حركة "السلام الآن"، لم يكن هذا هو الحال حتى 28 أكتوبر / تشرين الأول. في 24 تشرين الأول (أكتوبر) 2021، أُعلن عن مناقصات لبناء 1 355 وحدة سكنية بالإضافة إلى 83 وحدة أخرى في جفعات هماتوس، وفي 27 تشرين الأول (أكتوبر) 2021، تمت الموافقة على 3 000 وحدة سكنية بما في ذلك المستوطنات في عمق الضفة الغربية. أدانت الولايات المتحدة  هذه التطورات وكذلك المملكة المتحدة وروسيا و12 دولة أوروبية. قال خبيري الأمم المتحدة، مايكل لينك، المقرر الخاص المعني بحالة حقوق الإنسان في الأراضي الفلسطينية المحتلة منذ عام 1967 والسيد بالاكريشنان راجاغوبال (الولايات المتحدة الأمريكية)، قال المقرر الخاص للأمم المتحدة المعني بالسكن اللائق إنه يجب التعامل مع التوسع الاستيطاني على أنه "جريمة حرب مفترضة". 

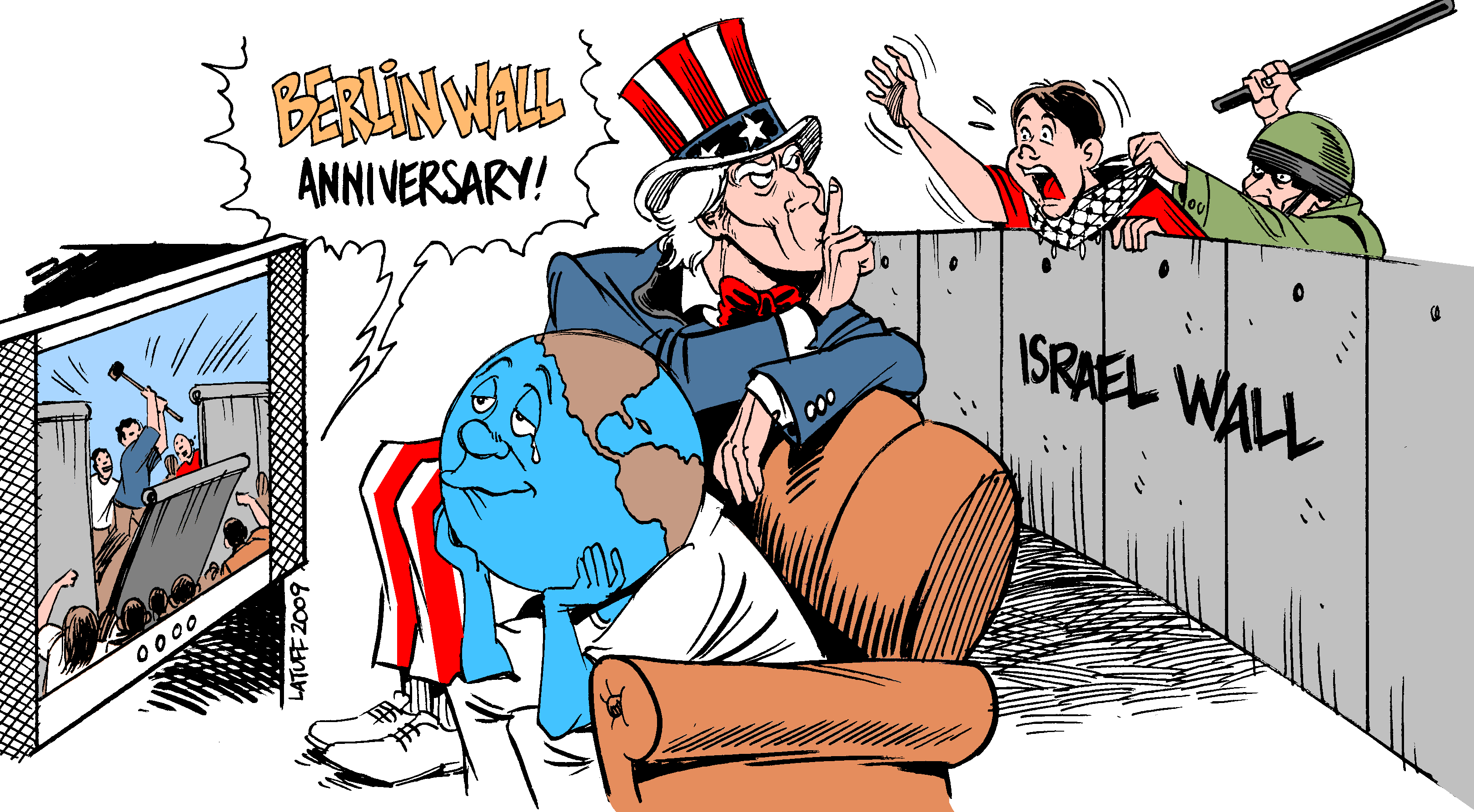
كاريكاتير يسخر من انشغال الرأي العام العالمي بذكرى سقوط جدار برلين.

قرار مجلس الأمن التابع للأمم المتحدة رقم 2334 لعام 2016 "يطلب من الأمين العام تقديم تقرير إلى المجلس كل ثلاثة أشهر عن تنفيذ أحكام هذا القرار"؛   في 23 ديسمبر 2021، أشار مايكل لينك، مقرر الأمم المتحدة الخاص لحقوق الإنسان في الأراضي الفلسطينية، إلى الذكرى السنوية الخامسة للقرار 2334 وقال "بدون تدخل دولي حاسم لفرض المساءلة على احتلال غير خاضع للمساءلة، هناك ليس هناك أمل في أن يحق للفلسطينيين  تقرير المصير وإنهاء الصراع في أي وقت في المستقبل المنظور". 

## القدس

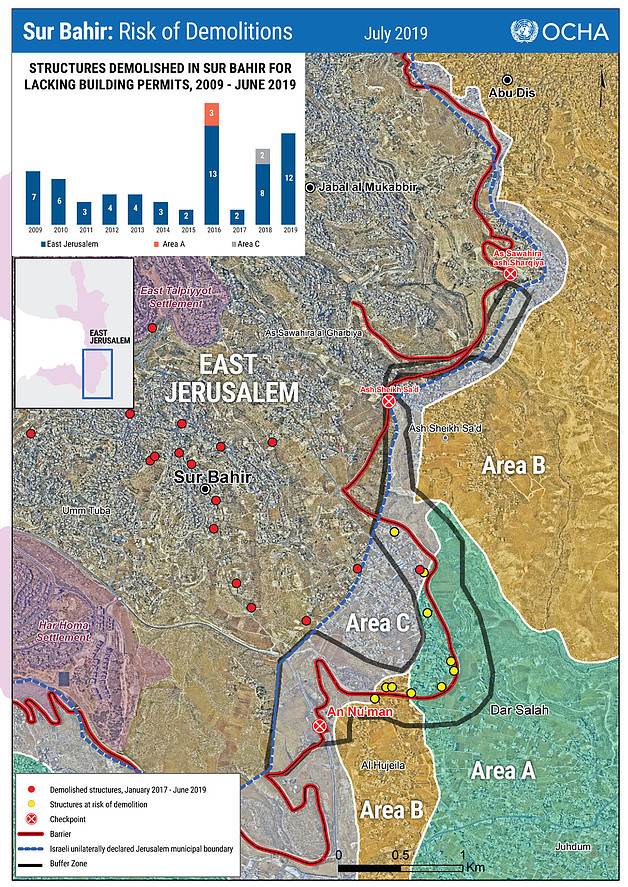
صور باهر، مثال على جيب فلسطيني في القدس الشرقية.

### الجوار
هدفت خطط استيطانية متعاقبة إلى تعطيل التواصل الجغرافي بهدف منع قيام دولة فلسطينية. أوضحت خطة دروبلز هذا: 
إن الغرض من توطين المناطق الواقعة بين وحول المراكز التي تحتلها الأقليات هو التقليل إلى أدنى حد من خطر قيام دولة عربية إضافية في هذه الأراضي. كونها معزولة من قبل المستوطنات اليهودية، سيجد السكان الأقلية صعوبة في تشكيل مجتمع إقليمي وسياسي.
تتجلى سياسات الإغلاق والفصل بعد أوسلو (هافردا) في نقاط التفتيش والطرق الالتفافية والجدار ونظام التصاريح. وقد أدى ذلك إلى عزل الفلسطينيين وتجميدهم وشل حركتهم، وخلق منطقة مجزأة، ومجتمع ممزق، واقتصاد مدمر، و«شعور بالعزلة والتخلي». أدى ترتيب فرق تسد للمناطق الفلسطينية المجزأة في المجتمعات الفرعية الضعيفة والفقيرة إلى تآكل المناطق الحضرية، وإفقار المناطق الريفية، وتفريق العائلات، والحرمان من الرعاية الطبية والتعليم العالي. كتب ميرون بنفينستي في عام 2006 أن الحكومة الإسرائيلية تأمل في أن يؤدي ذلك إلى ضائقة ديموغرافية وهجرة، لكن «المجتمع الفلسطيني يظهر بوادر تماسك قوي وتكيف مع الظروف المعيشية القاسية المفروضة عليه، ولا توجد مؤشرات على أن الأهداف الاستراتيجية قد تحققت بالفعل».

في عام 2004، سُئل كولن باول عما يعنيه جورج دبليو بوش عندما تحدث عن «فلسطين متجاورة». أوضح باول أن «[بوش] كان يشير إلى أنه لا يمكن أن يكون لديك مجموعة من البانتوستانات الصغيرة أو الضفة الغربية بأكملها مقطعة إلى قطع غير متماسكة وغير متلاصقة، وتقول إن هذه دولة مقبولة».  بدلاً من التواصل الجغرافي، كان شارون يفكر في تواصل المواصلات.  في عام 2004 طلبت إسرائيل من المانحين الدوليين تمويل شبكة طرق جديدة للفلسطينيين، والتي ستعمل تحت وعبر شبكة المستوطنين فقط الحالية. بما أن القبول يعني الموافقة الرسمية على مشروع الاستيطان، فقد رفض البنك الدولي. بينما يمكن للإسرائيليين اجتياز المنطقة ج المتجاورة، فإن الطرق المخصصة للمستوطنين فقط قسمت الضفة الغربية إلى سلسلة من المناطق غير المتجاورة للفلسطينيين الراغبين في الوصول إلى المناطق أ وب.  في عام 2007، كتب المقرر الخاص جون دوغارد [الإنجليزية] 
ارتفع عدد نقاط التفتيش، بما في ذلك الحواجز والسواتر الترابية والخنادق، من 376 في أغسطس 2005 إلى 540 في ديسمبر 2006. تقسم نقاط التفتيش هذه الضفة الغربية إلى أربع مناطق متميزة: الشمال (نابلس وجنين وطولكرم) والوسط (رام الله) والجنوب (الخليل) والقدس الشرقية. داخل هذه المناطق، أُنشأت جيوب أخرى بواسطة نظام من نقاط التفتيش وحواجز الطرق. علاوة على ذلك، فإن الطرق السريعة التي يستخدمها الإسرائيليون تزيد فقط من تجزئة الأرض الفلسطينية المحتلة إلى 10 كانتونات صغيرة أو بانتوستانات.
تقول دائرة معارف الصراع الإسرائيلي الفلسطيني إنه «بحلول آب (أغسطس) 2006، كان تجزئة الضفة الغربية وقدرة الفلسطينيين على الانتقال من كانتون إلى كانتون داخلها في أدنى مستوياتهم».  استمر انتقاد عدم التواصل في السنوات اللاحقة. في عام 2008، العام الأخير من رئاسته، صرح بوش أن الجبن السويسري لن يعمل كمخطط للدولة، وأنه لكي تكون دولة فلسطينية مستقبلية قابلة للحياة، يجب أن يكون لها أرض متصلة. في عام 2020، أشار السفير الأمريكي السابق لدى إسرائيل، مارتن إنديك، إلى أن خطة ترامب اقترحت تواصلاً «نقلياً» بدلاً من التواصل الجغرافي عبر «الأنفاق التي تربط جزر السيادة الفلسطينية. هذه الأنفاق، بالطبع، ستكون تحت السيطرة»